# Mojsinje (miasto Čačak)
Mojsinje (cyr. Мојсиње) – wieś w Serbii, w okręgu morawickim, w mieście Čačak. W 2011 roku liczyła 836 mieszkańców.